# Max Weber (Basketballspieler)
Max Weber (* 23. April 1985) ist ein ehemaliger deutscher Basketballspieler auf der Position des Flügelspielers. Der 2,01 Meter große Weber spielte für Bamberg, Frankfurt, Gießen, Göttingen, Ludwigsburg sowie Vechta in der Basketball-Bundesliga. Er war deutscher Junioren- und A2-Nationalspieler.

## Laufbahn

### Spieler
Im Alter von sieben Jahren begann Weber in einer Schul-AG mit dem Basketball und spielte dann in der Jugend der BG ’89 Rotenburg/Scheeßel, des TuS Bramsche sowie des TSV Quakenbrück. Mit 16 Jahren zog er für eineinhalb Jahre mit seiner Familie nach Peru, wo sein Vater als Lehrer tätig war, und spielte in dieser Zeit für den Verein Universidad de Lima.
Nach der Rückkehr nach Deutschland im Jahr 2003 ging er zu GHP Bamberg in die Basketball-Bundesliga. Dort blieb er bis 2006, bekam Kurzeinsätze in der höchsten deutschen Spielklasse, schaffte den Bundesliga-Durchbruch aber noch nicht. Auch im Europapokal erhielt Weber im Bamberger Hemd (ebenfalls begrenzte) Spielzeit. Während seiner Bamberger Zeit war er dank einer „Doppellizenz“ bei den Partnervereinen der Oberfranken in der 2. Basketball-Bundesliga aktiv: Zunächst BBC Bayreuth, dann TSV Breitengüßbach.
Von 2006 bis 2009 hatte er bei den Skyliners Frankfurt eine ähnliche Konstellation inne. Weber spielte in den ersten beiden Jahren meist für Frankfurts Kooperationspartner TV Langen in der zweiten Liga und erhielt Kurzeinsätze in der Frankfurter Bundesligamannschaft. In seinem dritten und letzten Jahr am Main (2008/09) stand er ausschließlich im Erstliga-Kader.
2009/10 stand Weber bei den Gießen 46ers in der Bundesliga unter Vertrag und ging zur Saison 2010/11 zum Zweitligisten Saar-Pfalz Braves, wo er Leistungsträger wurde. Dadurch machte er abermals Erstligavereine auf sich aufmerksam und wurde im Vorfeld des Spieljahrs 2011/12 von der BG Göttingen verpflichtet. Bei den „Veilchen“ verbuchte er die besten statistischen Werte seiner Bundesliga-Karriere: In 33 Einsätzen erzielte Weber im Durchschnitt 6,3 Punkte und 2,3 Rebounds.
2012/13 spielte er für die Riesen Ludwigsburg in der Bundesliga und wechselte im Sommer 2013 zum Erstliga-Neuling SC Rasta Vechta. Mit den Niedersachsen stieg er aus der Bundesliga ab und konnte in der 2. Bundesliga ProA aufgrund von Rückenproblemen jedoch nur noch in zwei Spielen für die Niedersachsen mitwirken. Seine letzte Begegnung bestritt er Ende Januar 2015.

#### Nationalmannschaft
Weber trug in den Altersklassen U16, U18 und U20 das deutsche Nationaltrikot. 2007 nahm er mit der A2-Nationalmannschaft an der Universiade in Bangkok teil.

### Trainer
Im Juni 2017 erlangte Weber die Trainer-B-Lizenz und übernahm neben seiner hauptberuflichen Tätigkeit als Marketingmitarbeiter eines in Essen ansässigen Unternehmens das Amt des Co-Trainers der zweiten Herrenmannschaft Rasta Vechtas in der ersten Regionalliga tätig.